# Prêmio Contigo! de TV de 2007
Prêmio Contigo! de TV de 2007

21 de maio de 2007
Novela:
Páginas da Vida
Atriz:
Lília Cabral
Ator:
Lázaro Ramos
Autor(a):
Manoel Carlos
Direção:
Dennis Carvalho
Prêmio Contigo! de TV 

← 2006  ·  2008 →
O 9ª Prêmio Contigo! de TV ocorreu na noite de 21 de maio de 2007, premiando os melhores do ano de 2006. A festa de gala foi realizada no Hotel Copacabana Palace. Hebe Camargo foi a homenageada da edição por seus, então, 60 anos de carreira. Hebe chegou ao palco surgindo do fim da plateia cantando “Como É Grande O Meu Amor Por Você”, sucesso de Roberto Carlos, acompanhada, nos teclados, por Caçulinha. Por quase meia hora, interagiu com os convidados como se estivesse em seu programa.

## Resumo
| Programa          | Indicações | Prêmios |
| ----------------- | ---------- | ------- |
| Páginas da Vida   | 19         | 7       |
| Cobras & Lagartos | 14         | 1       |
| O Profeta         | 12         | 1       |
| JK                | 8          | 1       |
| Sinhá Moça        | 5          | 2       |
| Pé na Jaca        | 5          | 0       |
| Vidas Opostas     | 4          | 0       |

## Vencedores e indicados
| Melhor Novela ou Minissérie | Melhor Autor |
| --- | --- |
| - Páginas da Vida - (TV Globo) - Cobras & Lagartos - (TV Globo) - JK - (TV Globo) - O Profeta - (TV Globo) - Pé na Jaca - (TV Globo) - Vidas Opostas - (RecordTV) | - Manoel Carlos - (Páginas da Vida) - João Emanuel Carneiro - (Cobras & Lagartos) - Thelma Guedes e Duca Rachid - (O Profeta) - Benedito Ruy Barbosa - (Sinhá Moça) - Maria Adelaide Amaral - (JK) - Marcílio Moraes - (Vidas Opostas) |
| Melhor Atriz | Melhor Ator |
| - Lília Cabral - (Páginas da Vida) - Taís Araújo - (Cobras & Lagartos) - Carolina Dieckmann - (Cobras & Lagartos) - Paolla Oliveira - (O Profeta) - Ana Paula Arósio - (Páginas da Vida) - Fernanda Vasconcellos - (Páginas da Vida)                                                                                      | - Lázaro Ramos - (Cobras & Lagartos) - Wagner Moura - (JK) - José Wilker - (JK) - Thiago Fragoso - (O Profeta) - Marcos Caruso - (Páginas da Vida) - Tarcísio Meira - (Páginas da Vida)                                                |
| Melhor Atriz Coadjuvante | Melhor Ator Coadjuvante |
| - Danielle Winits - (Páginas da Vida) - Cleo Pires - (Cobras & Lagartos) - Marília Pêra - (Cobras & Lagartos) - Fernanda Souza - (O Profeta) - Flávia Alessandra - (Pé na Jaca) - Marjorie Estiano - (Páginas da Vida) | - Bruno Gagliasso - (Sinhá Moça) - Dan Stulbach - (JK) - Dalton Vigh - (O Profeta) - Caco Ciocler - (Páginas da Vida) - Thiago Lacerda - (Páginas da Vida) - Eduardo Lago - (Páginas da Vida)                                          |
| Melhor Atriz Revelação | Melhor Ator Revelação |
| - Grazi Massafera - (Páginas da Vida) - Nanda Costa - (Cobras & Lagartos) - Ana Botafogo - (Páginas da Vida) - Pérola Faria - (Páginas da Vida) - Lucy Ramos - (Sinhá Moça) - Isis Valverde - (Sinhá Moça) | - Fabrício Boliveira - (Sinhá Moça) - Lucci Ferreira - (JK) - Gabriel Canella - (O Profeta) - Alexandre Schumacher - (Pé na Jaca) - Rafael Almeida - (Páginas da Vida) - Joelson Medeiros - (Páginas da Vida)                          |
| Melhor Atriz Infantil | Melhor Ator Infantil |
| - Joana Mocarzel - (Páginas da Vida) - Bruna Marquezine - (Cobras & Lagartos) - Vitória Pina - (O Profeta) - Caroline Smith - (O Profeta) - Sofia Terra - (Pé na Jaca) - Raquel de Queiroz - (Páginas da Vida) | - Gabriel Kaufmann - (Páginas da Vida) - Rafael Ciani - (Cobras & Lagartos) - Matheus Costa - (Cobras & Lagartos) - Renan Ribeiro - (O Profeta) - Marcos Henrique - (Páginas da Vida) - Pedro Malta - (Vidas Opostas)                  |
| Melhor Par Romântico | Melhor Diretor |
| - Paolla Oliveira e Thiago Fragoso - (O Profeta) - Taís Araújo e Lázaro Ramos - (Cobras & Lagartos) - Cleo Pires e Carmo Dalla Vecchia - (Cobras & Lagartos) - Alessandra Negrini e Antonio Calloni - (JK) - Grazi Massafera e Thiago Lacerda - (Páginas da Vida) - Vivianne Pasmanter e Caco Ciocler - (Páginas da Vida) | - Dennis Carvalho - (JK) - Wolf Maya - (Cobras & Lagartos) - Roberto Talma - (O Profeta) - Ricardo Waddington - (Pé na Jaca) - Jayme Monjardim - (Páginas da Vida) - Alexandre Avancini - (Vidas Opostas)                              |
| Melhor Apresentador de Auditório | |
| - Luciano Huck | |